# Lepas
Lepas Linnaeus, 1758 è un genere di crostacei marini appartenenti all'infraclasse dei Thoracica.

## Habitat e distribuzione
Presente anche nel mar Mediterraneo. Vive nel piano mesolitorale, insediandosi normalmente sui residui di alghe in sospensione, strappate dalla loro originaria posizione, sulla chiglia delle navi o su oggetti in legno alla deriva.

## Descrizione
Questi crostacei hanno il corpo protetto da un rivestimento, composto da cinque placche calcaree, e fissato ad un supporto per mezzo di un lungo peduncolo.

## Alimentazione
Come tutti i cirripedi si nutre di plancton, prelevato filtrando l'acqua circostante con le appendici pennate estroflesse dal guscio.

## Specie
- Lepas anatifera Linnaeus, 1758
- Lepas anserifera Linnaeus, 1758
- Lepas australis Darwin, 1851
- Lepas fascicularis Ellis & Solander, 1786
- Lepas hillii (Leach, 1818)
- Lepas pacifica Henry, 1940
- Lepas pectinata Spengler, 1792